# Sciaphila janthina
Sciaphila janthina är en enhjärtbladig växtart som först beskrevs av John George Champion, och fick sitt nu gällande namn av George Henry Kendrick Thwaites. Sciaphila janthina ingår i släktet Sciaphila och familjen Triuridaceae. Inga underarter finns listade.